# 상교정본자비도량참법 권7~10 (보물 제875-1호)
상교정본자비도량참법 권7∼10(詳校正本慈悲道場懺法 卷七∼十)은 대한민국 전라남도 보성군에 있는 고려시대의 불경이다. 1986년 10월 15일 대한민국의 보물 제875호로 지정되었다가, 2019년 1월 3일 대한민국의 보물 제875-1호로 변경되었다..

## 개요
자비도량참법은 경전을 읽으면서 죄를 참회하는 불교의식을 말하는데, 이를 수행하면 죄가 없어지고 복이 생긴다고 한다. 죽은 사람의 영혼을 구제하여 극락으로 인도함으로써 고통으로부터 벗어나려는 공덕기원의 뜻을 담고있다.
상교정본자비도량참법(詳校正本慈悲道場懺法)은『자비도량참법』이 후대로 내려오면서 착오가 생기고, 잘못 전해지자 다시 바르게 교정한 것으로, 10권 가운데 권7∼10이 1책으로 묶여있다. 닥종이에 찍은 목판본으로, 원래는 두루마리 형태로 만들기위해 새긴 것을 책으로 만들었으며, 크기는 세로 29.3cm, 가로 17cm이다.
책 끝에 있는 간행기록을 통해, 고려 공민왕 1년(1352)에 수한(守閑), 신규(信珪) 등의 주선 하에 정서(正西) 등의 시주로 연허(衍虛)가 글씨를 쓰고, 요심(了心) 등이 판을 새겼음을 알 수 있다.
이 책과 동일한 판본이 고려대학교 도서관을 비롯하여 몇 군데에 소장되고 있으나 간행연도를 알 수 없었다. 그러나 이 책의 출현으로 그 간행시기가 밝혀지게 되어 가치가 크게 평가되고 있다.

## 같이 보기
- 상교정본자비도량참법

## 참고 자료
- 상교정본자비도량참법 권7~10 - 국가유산청 국가유산포털